# Fulgurodes yperanga
Fulgurodes yperanga är en fjärilsart som beskrevs av Louis Beethoven Prout 1931. Fulgurodes yperanga ingår i släktet Fulgurodes och familjen mätare. Inga underarter finns listade i Catalogue of Life.